# Verdrag van Granada (1491)

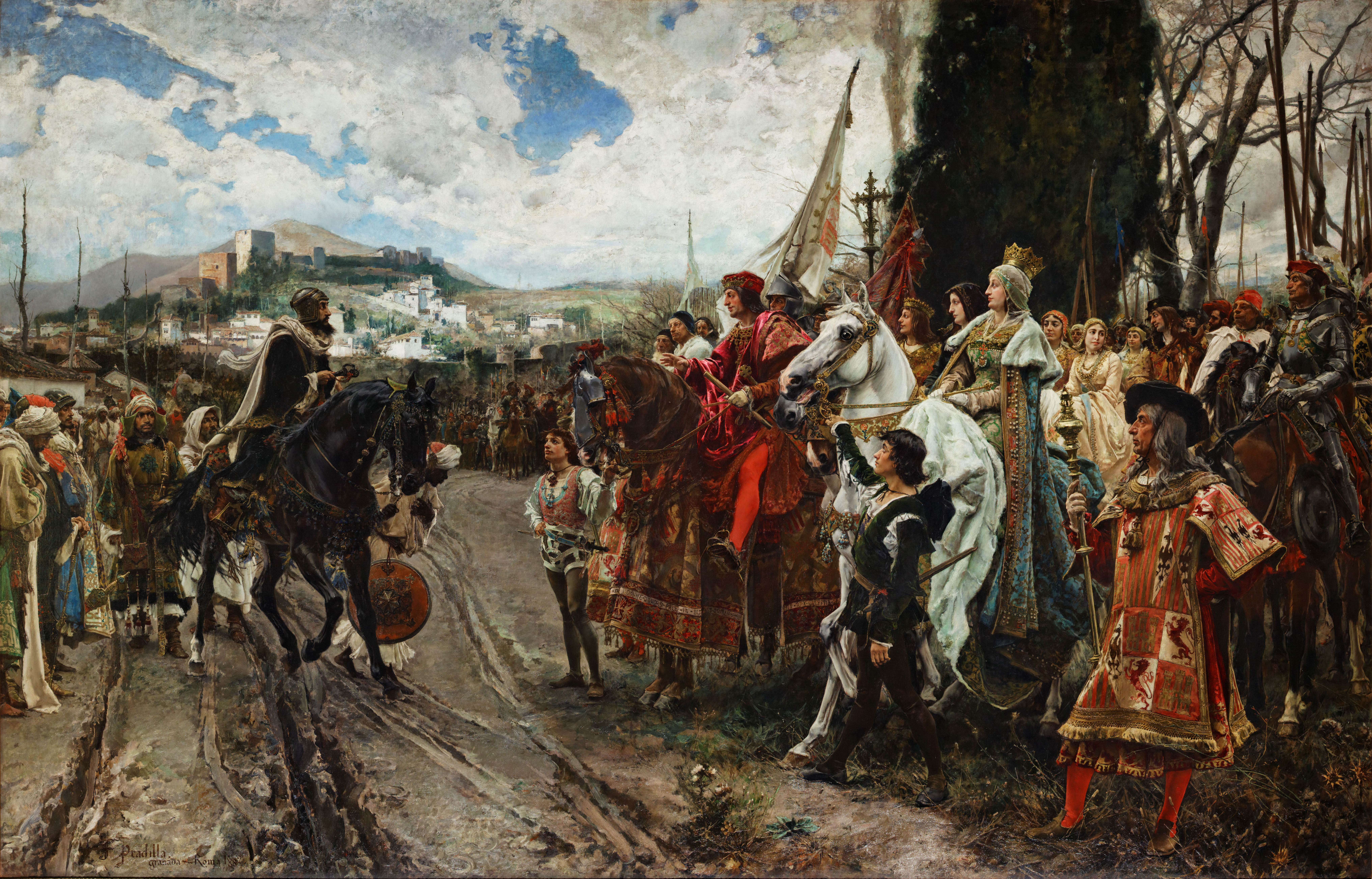
De overgave van Granada van F. Padilla: Boabdil treedt Ferdinand en Isabella tegemoet

Het Verdrag van Granada werd getekend en geratificeerd op 25 november 1491, tussen koning Boabdil van Granada en Ferdinand II van Aragón en Isabella I van Castilië, de koning en koningin van Castilië, León, Aragón, (Spanje) en Sicilië.
Eveneens bekend als de overgave van Granada, droeg het verdrag de soevereiniteit van het Moorse koninkrijk Granada (vijf eeuwen eerder gesticht) over aan het koningspaar van Spanje. Het verdrag garandeerde een aantal rechten aan de Moren, inclusief religieuze tolerantie en eerlijke behandeling in ruil voor hun onvoorwaardelijke overgave en capitulatie.
Onder deze voorwaarden werd het katholieke koningspaar heerser van de stad Granada, uit welker stadspoorten koning Boabdil vertrok om nooit meer weer te keren op dezelfde dag waarop het triomferende christelijke leger de stad binnentrok. Dat wat de oorlogen tussen de christenen en Moren gedurende verscheidene eeuwen had doen voortduren, was het religieuze fanatisme; aan beide zijden was er gevochten om de respectieve religieuze overtuigingen op het Iberisch Schiereiland te doen triomferen, waardoor er niet gehoopt hoefde te worden dat de overwonnen nog lange tijd de vrijheid zouden behouden om hun islamitische geloof uit te blijven oefenen.
Bijna een eeuw later, gedurende het koningschap van Filips de Tweede, was er een opstand van de Morisken, de nakomelingen van de Moren van het koninkrijk Granada, die als vazallen van het katholieke koningspaar waren gebleven om niet het land te hoeven verlaten waarvoor zij de wapens opgenomen hadden tegen de christenen. Dit leidde tot de verbanning van de Morisken.

## Artikelen
De overgave van 1492 bevatte 67 artikelen, waaronder het volgende:
- Dat alle lagen van de bevolking volledig veilig waren wat betreft personen, families en eigendommen.
- Dat ze toegestaan waren te blijven wonen in hun woningen en villa's, zowel in de stad en voorsteden, als in ieder ander gedeelte van het land.
- Dat hun wetten behouden bleven als tevoren, en dat niemand recht over hen zou spreken anders dan op grond van deze wetgeving.
- Dat hun moskeeën en de hiertoe behorende religieuze verzekeringen zouden voortduren als gedurende de tijd van de islam.
- Dat geen christen het huis van een moslim zou betreden, of hem op enigerlei wijze zou beledigen.
- Dat geen christen of jood die een publiek ambt uitoefende op basis van benoeming door de voormalige sultan toegestaan zou zijn om zijn functies uit te oefenen of te heersen over hen.
- Dat alle moslims die krijgsgevangengenomen waren gedurende het beleg van Granada, om het even uit welk gedeelte van het land zij kwamen, maar in het bijzonder de edelen en bevelhebbers genoemd in de overeenkomst, zouden worden vrijgelaten.
- Dat de krijgsgevangen moslims die waren ontsnapt aan hun christelijke heren en toevlucht gezocht hadden in Granada, niet overgedragen zouden worden; maar dat de sultan verplicht zou zijn de prijs van deze gevangen te betalen aan hun eigenaren.
- Dat al diegenen die mochten kiezen om over te steken naar Afrika, toestemming zouden krijgen om binnen een bepaalde tijd te vertrekken, daarheen getransporteerd zouden worden door de schepen van de koning, zonder de oplegging van een financiële belasting hiervoor, apart van de pure onkostenvergoeding voor de overtocht.
- Dat na verloop van die bepaalde tijd, geen moslim verhinderd zou worden om te vertrekken, daargelaten dat hij, boven op de prijs van de overtocht, een tiende van zijn eigendommen die hij met zich meenam zou betalen.
- Dat niemand zou worden vervolgd en gestraft voor de misdaad van een andere persoon.
- Dat de christenen die zich bekeerd hadden tot de islam, niet gedwongen zouden worden hier afstand van te doen en hun voormalige geloof aan te nemen.
- Dat iedere moslim die christen wenste te worden enkele dagen toegestaan werd om de stap die hij op het punt stond te nemen te overdenken; waarop hij hierna ondervraagd zou worden door zowel een islamitische als een christelijke rechter betreffende zijn voorgenomen verandering, en indien, na dit onderzoek, hij nog altijd zou weigeren om terug te keren naar de islam, hij toegestaan zou zijn zijn eigen voorkeur te volgen.
- Dat geen moslim vervolgd zou worden voor het om het leven brengen van een christen gedurende het beleg; en dat geen restitutie opgelegd zou worden van gedurende de oorlog geroofd eigendom.
- Dat geen moslim opgelegd zou worden christenen bij hem ingekwartierd te krijgen, of getransporteerd te worden naar de provincies van dit koninkrijk tegen zijn wil.
- Dat er geen verhoging zou volgen van de gewoonlijke belastingen, maar dat, in tegenstelling hieroe, alle onlangs opgelegde onderdrukkende belastingen onmiddellijk opgeheven zouden worden.
- Dat het geen christen toegestaan zou zijn een kijkje te nemen over de muur of in het huis van een moslim, of een moskee te betreden.
- Dat iedere moslim die zou kiezen om te reizen of wonen tussen christenen, volledig veilig zou zijn wat betreft zijn persoon en eigendommen.
- Dat geen uiterlijk teken of kenmerkend teken op hen gespeld zou worden, zoals werd gedaan met de joden en mudéjares.
- Dat geen muezzin zou worden onderbroken in zijn oproep tot gebed aan de bevolking, en geen moslim lastiggevallen zou worden in de volbrengen van zijn dagelijkse aanbiddingen of de naleving van zijn vasten, of in welke andere ceremonie dan ook; en dat wanneer een christen aangetroffen zou worden bij het uitlachen van moslims hij hiervoor gestraft zou worden.
- Dat de moslims uitgesloten zouden worden van alle belastingen voor een zeker aantal jaren.
- Dat de paus verzocht zou worden zijn goedkeuring te geven aan bovenstaande voorwaarden, en het verdrag zelf zou ondertekenen.